# VTT cross-country féminin aux Jeux olympiques d'été de 2024
Cet article traite de l'épreuve féminine. Pour la compétition masculine, voir VTT cross-country masculin aux Jeux olympiques d'été de 2024.
Navigation
Tokyo 2020 Los Angeles 2028
Le VTT cross-country féminin, épreuve des Jeux olympiques d'été de 2024, a lieu le 28 juillet 2024 sur la colline d'Élancourt, à une trentaine de kilomètres de Paris. 

## Médaillées
| Or                           | Argent             | Bronze               |
| Pauline Ferrand-Prévot (FRA) | Haley Batten (USA) | Jenny Rissveds (SWE) |

## Parcours
La compétition se déroule sur la colline d'Élancourt, dans la commune du même nom, dans le département des Yvelines, à 41 km du village olympique. Il s'agit d'un site entièrement artificiel culminant à 231 m d'altitude.
En septembre 2023, une épreuve test est organisée sur le lieu du site. Elle est remportée par la Française Loana Lecomte. Le parcours, sur lequel plusieurs tours sont effectués, est long de 4,4 km et compte 110 mètres de dénivelé.
Lors des Jeux olympiques, 7 tours de 4,4 km sont à parcourir soit une distance totale de 30,8 km.

## Qualification
La qualification pour cette compétition repose principalement sur les classements mondiaux UCI par nations ainsi que sur les résultats des championnats du monde de VTT 2023 et des championnats continentaux de la même année. Une wildcard a été attribuée à Jazilla Mwamikazi du Rwanda.

## Favorites
En l'absence de la tenante du titre la Suissesse Jolanda Neff (elle souffre de problèmes de santé), la favorite est la Française Pauline Ferrand-Prévot qui a remporté cinq titres de championne du monde de la spécialité et qui arrêtera le VTT à l'issue de la saison pour se concentrer sur la route,. Elle a remporté toutes ses courses de cross-country olympique en 2024, à l'exception du championnat d'Europe disputé dans des conditions dantesques et où elle a abandonné,.
Ses principales adversaires sont la Néerlandaise Puck Pieterse, les Suissesses Sina Frei (deuxième des Jeux olympiques de Tokyo) et Alessandra Keller, ainsi que la Française Loana Lecomte. Les autres prétendantes cités sont les Américaines Haley Batten et Savilia Blunk, la Sud-Africaine Candice Lill, la championne olympique suèdoise  de 2016 Jenny Rissveds, les Autrichiennes Mona Mitterwallner et Laura Stigger, la Hongroise Blanka Vas, la Néerlandaise Anne Terpstra, ainsi que la Britannique Evie Richards,,.

## Déroulement de la course
Le premier tour est marqué par le rythme soutenu imposé par Loana Lecomte, bien suivie par Pauline Ferrand-Prévot, Laura Stigger et Puck Pieterse. Elles s'isolent en tête dès le milieu de ce premier tour. Alors que Laura Stigger perd quelques mètres, Puck Pieterse décide de prendre la course à son compte au début du 2e tour. Pauline Ferrand-Prévot la contre un peu plus loin et prend rapidement une marge d'avance, elle n'est pas revue jusqu'à la fin de la course. Compte tenu des écarts à la fin du 3e tour, le podium semble décidé. Cependant, alors que Laura Stigger se rapproche, Loana Lecomte chute et reste inconsciente pendant quelques secondes, avant d'être évacuée par les secours. Un peu plus loin, Puck Pieterse est victime d'une crevaison, ce qui permet à ses poursuivantes, Jenny Rissveds, Laura Stigger, Haley Batten et Alessandra Keller, de revenir dans la course. Alors que Puck Pieterse se fait dépanner, Haley Batten et Jenny Rissveds parviennent à s'isoler du reste du groupe.
Pauline Ferrand-Prévot s'impose avec une large avance. Haley Batten, qui a réussi a prendre une peu d'avance sur Jenny Rissveds, s'adjuge la médaille d'argent, alors que la Suédoise complète le podium.

## Résultats
| Rang                                | Cycliste                   | Pays             | Temps           | Diff.         |
| ----------------------------------- | -------------------------- | ---------------- | --------------- | ------------- |
| Médaille d'or, Jeux olympiques      | Pauline Ferrand-Prévot     | France           | 1 h 26 min 2 s  |               |
| Médaille d'argent, Jeux olympiques  | Haley Batten               | États-Unis       | 1 h 28 min 59 s | + 2 min 57 s  |
| Médaille de bronze, Jeux olympiques | Jenny Rissveds             | Suède            | 1 h 29 min 4 s  | + 3 min 2 s   |
| 4                                   | Puck Pieterse              | Pays-Bas         | 1 h 29 min 25 s | + 3 min 23 s  |
| 5                                   | Evie Richards              | Grande-Bretagne  | 1 h 29 min 29 s | + 3 min 27 s  |
| 6                                   | Laura Stigger              | Autriche         | 1 h 30 min 15 s | + 4 min 13 s  |
| 7                                   | Alessandra Keller          | Suisse           | 1 h 30 min 43 s | + 4 min 41 s  |
| 8                                   | Samara Maxwell             | Nouvelle-Zélande | 1 h 30 min 43 s | + 4 min 41 s  |
| 9                                   | Anne Terpstra              | Pays-Bas         | 1 h 31 min 35 s | + 5 min 33 s  |
| 10                                  | Blanka Vas                 | Hongrie          | 1 h 31 min 42 s | + 5 min 40 s  |
| 11                                  | Chiara Teocchi             | Italie           | 1 h 31 min 52 s | + 5 min 50 s  |
| 12                                  | Savilia Blunk              | États-Unis       | 1 h 31 min 52 s | + 5 min 50 s  |
| 13                                  | Rebecca Henderson          | Australie        | 1 h 32 min 44 s | + 6 min 42 s  |
| 14                                  | Martina Berta              | Italie           | 1 h 32 min 50 s | + 6 min 48 s  |
| 15                                  | Caroline Bohé              | Danemark         | 1 h 33 min 11 s | + 7 min 9 s   |
| 16                                  | Nina Benz                  | Allemagne        | 1 h 33 min 43 s | + 7 min 41 s  |
| 17                                  | Isabella Holmgren          | Canada           | 1 h 33 min 43 s | + 7 min 41 s  |
| 18                                  | Mona Mitterwallner         | Autriche         | 1 h 34 min 44 s | + 8 min 42 s  |
| 19                                  | Janika Lõiv                | Estonie          | 1 h 35 min 5 s  | + 9 min 3 s   |
| 20                                  | Candice Lill               | Afrique du Sud   | 1 h 35 min 33 s | + 9 min 31 s  |
| 21                                  | Sina Frei                  | Suisse           | 1 h 35 min 34 s | + 9 min 32 s  |
| 22                                  | Wu Zhifan                  | Chine            | 1 h 36 min 7 s  | + 10 min 5 s  |
| 23                                  | Ella Maclean-Howell        | Grande-Bretagne  | 1 h 36 min 26 s | + 10 min 24 s |
| 24                                  | Sofie Heby                 | Danemark         | à 1 tour        |               |
| 25                                  | Emeline Detilleux          | Belgique         | à 1 tour        |               |
| 26                                  | Yana Belomoina             | Ukraine          | à 1 tour        |               |
| 27                                  | Paula Gorycka              | Pologne          | à 2 tours       |               |
| 28                                  | Raiza Goulão               | Brésil           | à 2 tours       |               |
| 29                                  | Raquel Queiros             | Portugal         | à 2 tours       |               |
| 30                                  | Tanja Žakelj               | Slovénie         | à 2 tours       |               |
| 31                                  | Adéla Holubová             | Tchéquie         | à 2 tours       |               |
| 32                                  | Urara Kawaguchi            | Japon            | à 3 tours       |               |
| 33                                  | Erika Monserrath Rodriguez | Mexique          | à 4 tours       |               |
| 34                                  | Jazilla Mwamikazi          | Rwanda           | à 5 tours       |               |
| AB                                  | Loana Lecomte              | France           | -               | -             |
| AB                                  | Aurélie Halbwachs          | Maurice          | -               | -             |